# Maxime de la Falaise
Pour les articles homonymes, voir Falaise (homonymie).
Maxime de La Falaise est un mannequin féminin et actrice britannique. Elle est née Maxine Birley le 25 juin 1922 à West Dean et morte le 29 avril 2009 à Saint-Rémy-de-Provence.

## Biographie
Fille du peintre Oswald Birley, femme d'Alain Le Bailly de La Falaise, elle est notamment la mère de Loulou de La Falaise.
Elle est mannequin dans les années 1950 puis, dans les années 1960, une actrice de cinéma underground. Elle est également connue en tant qu'écrivaine culinaire et en tant que créatrice de mode. Dans ses dernières années, elle poursuivit une carrière en tant que designer de meubles et d'intérieur.
Elle aurait donné son titre à la chronique Sur l'Album de la Comtesse du Canard enchaîné'.